# 科奇
科奇，是匈牙利科马罗姆-埃斯泰尔戈姆州所辖的一个村。总面积58.26平方公里，总人口2632，人口密度45.2人/平方公里（2011年1月1日）。